# Cristóbal (República Dominicana)
Cristóbal é um município da República Dominicana pertencente à província de Independencia.
Sua população estimada em 2012 era de 5 908 habitantes.